# ミラクルマーチ
ミラクルマーチ（Miracle March）は、2012年10月21日から2015年4月10日まで2年半、東京都町田市を拠点に活動していたご当地アイドルユニット。

## 概要
- 2012年6月　町田市の活性化を目的とするプロジェクト「MARch Project」（マーチプロジェクト）が町田市にゆかりのある人を対象に一般公募し、オーディションによって5人が選ばれた[3]。
- 2012年10月18日　町田出身バンドBrand new vibeと同様に、ミラクルマーチが町田シティーセールス隊に任命された[4]。
- 2012年10月21日「ゆりーとフェスティバルin町田」でデビューした[5]。
- 2012年12月5日　「恋のディスタンス」でCDデビュー。プロデュースは石田ショーキチ、作詞は元キンモクセイの佐々木良と、いずれも町田市に縁のある人物。
- 2013年9月25日　定期公演ライブで以前から募集していたミラクルマーチのファン総称を『町田市民』[6]にすると、メンバーから発表があった。
- 2014年9月15日　オーディションにより選考されたMARch Project2期生6名(えりか・あいね・さきこ・みづき・せりか・ほのか)が発表され町田ターミナルプラザのステージでお披露目された。
- 2014年12月6日　MARch Project２期生の中からみづき・ほのかがミラクルマーチの新メンバーとして加入することが発表された。(他の4名は後に青春Beatアイドル リトルパレードとしてステージテビュー)
- 2015年4月10日　運営団体のマーチプロジェクト代表の水岡孝二より同日を持って諸般の事情によりマーチプロジェクトの解散とミラクルマーチ・リトルパレードの活動の一旦終了の発表があった。[7]

## マーチプロジェクト解散騒動
- 2015年4月10日に運営団体のマーチプロジェクト代表の水岡孝二より解散・[7]、経過報告[8]、マーチプロジェクトの再スタート[9]の発表があった。

これを受けて旧運営スタッフ及び1stCD「恋のディスタンス」のプロデューサー石田ショーキチより「旧代表による（中略）突然の契約解除、一方的なMARchProjectの解散、さらには虚偽の発言に対し我々は毅然とした態度で臨む所存でございます。」の発表があった。
- 2015年5月14日には旧来開設済みのMARchProjectのFacebookは旧運営スタッフが運用してたりと[11]、混沌としている状況が続いていた。
- 宝島社が発刊する2015年8月号の月刊宝島において、地方ひとつのローカルアイドルを扱うという異例の記事になったが事実に基づかない内容と一時期ネットで騒がれた。
- 2015年7月1日に旧運営スタッフと旧メンバー(もえりん・あーやん・みづき・ほのかと「リトルパレード」メンバーの えりか・あいね・さきこ・せりか)は「まちだガールズ・クワイア」として再出発をする発表がされた。
- 2015年10月3日に旧運営スタッフより旧来開設済みのMARchProjectのFacebookにおいて調停中の経過報告がされた。
- 2016年8月31日に旧代表と旧運営スタッフより双方に非がないことによって無事に解決いたしましたとSNSで報告がされた。

## 解散時メンバー
| 名前        | ニックネーム | 生年月日（年齢）      |
| ----------- | ------------ | --------------------- |
| 吉住 萌花   | もえりん     | 1993年3月30日（31歳） |
| 佐野 文音   | あーやん     | 1997年1月20日（28歳） |
| 生井 海月   | みづき       | 1998年10月2日（26歳） |
| 宮川 穂乃香 | ほのか       | 2002年9月9日（22歳）  |

### 過去メンバー
- 梅田奈津美（2013年5月脱退）
- 臼井奏絵（2014年5月卒業）
- 中村綾（2015年4月脱退）

## 活動

### ライブ
- 定期公演ライブ（2013年5月29日 - 、町田Nutty's）
- CLUB CITTA＇25th Anniversary　CITTA IDOL FORCE（2013年12月14日、CLUB CITTA）
- 『Brand New Vibe × ミラクルマーチ 〜Machida Revolution !!〜』（2014年3月13日、町田市民ホール）

### テレビ
- ウタ娘[12]（2013年3月22日、テレビ埼玉）
- IDOL REVUE ご当地アイドルお取り寄せ図鑑[13]（2013年7月17日、BSスカパー）
- ミラクルマーチのミラクルテレビジョン（2013年7月3日 - 、ustream）
- 大杉漣の漣ぽっ（あや、もえかのみ）（2014年4月20日、BSフジ）

### ラジオ（レギュラー）
- ミラクル大放送（2013年3月14日 - 2014年2月20日 、下北FM）
- ミラクルマーチのミラクルラヂヲ（2013年6月4日 - 、FM小田原）

### 音楽以外での活動

#### 町田シティセールス隊
- ふるさと祭り東京（2013年1月16日、東京ドーム）
- 横浜開港記念みなと祭 ザよこはまパレード（2013年5月4日、山下公園）
- RUN FOR AFRICA2013[14]（2013年6月1日、横浜国際総合競技場）
- スポーツ祭東京111日前イベント（2013年6月8日、町田ターミナルプラザ）
- 第68回国民体育大会・サッカー（2013年9月29日、町田市陸上競技場）
- 横浜開港記念みなと祭 ザよこはまパレード（2014年5月3日、山下公園）

#### その他
- 東京都議会議員選挙投票啓発イベント[15]（2013年6月20日、町田駅前カリヨン広場）
- まちクリ～町田クリーンアップ作戦～（2013年9月22日、町田駅周辺）
- 町田ぼたん園　開園セレモニー１日園長（あや、もえかのみ）（2014年4月16日　町田ぼたん園）

## 作品

### シングル
|     | リリース日     | タイトル                         | 2曲目以降（カラオケ除く）       | 備考                                                              |
| --- | -------------- | -------------------------------- | ------------------------------- | ----------------------------------------------------------------- |
| 1st | 2012年12月5日  | 恋のディスタンス                 | 町田音頭（ミラクルマーチRemix） | 完売 ライブ会場販売版と全国流通版(バーコード付)の二種類が存在した |
| 2nd | 2013年4月5日   | 恋の乗車券～Ticket to LOVE～     | ひ・み・つのシークレット        |                                                                   |
| -   | 2013年10月26日 | 恋のディスタンス～2013 EDITION～ | 町田音頭（ミラクルマーチRemix） | 4人になり再録されたものである                                     |
| 3rd | 2013年12月18日 | 支える手                         | 翼                              | 2013年12月8日よりライブ会場で先行発売された 翼は舞丹旅のカバー    |
| 4th | 2014年9月10日  | forever my friend                | サマーレイン                    | サマーレインはSCUDELIA ELECTROのカバー                            |

### アルバム
コンピレーション
- 『100万人の夏mix』 - ももいろクローバー / ミライボウル ※ミラクルマーチあや名義（2013年7月10日）
- 『BEST POPS EVER!!』- Miley Cyrus / We Can't Stopを含む計4曲 ※ミラクルマーチあや名義（2013年11月27日）
- 『Girls Pop’n Party -Idol Parade Neo-』 - 恋の乗車券 ～Ticket to LOVE～（2014年6月11日）
- 『Japan Idol File 2』- forever my friend（2015年3月10日）

## ミラクルマーチのミラクルラヂヲ
ミラクルマーチのミラクルラヂヲは、2013年6月4日から2015年4月7日まで毎週火曜日22:00 - 22:30にFMおだわらで放送されていたミラクルマーチの冠ラジオ番組。土曜日13:30 - 14:00に再放送されていた。
公式Twitterハッシュタグ「#ミラクルラヂヲ」によるリアルタイムツイートが実施されている。2013年10月から一連のツイートがリスナーによってまとめられている事が#72で明かされた。
また同年12月21日に新春特番の収録が町田新産業創造センターで行われ、2014年1月2日17:00 - 19:00に放送された。また2014年9月7日もタワーレコード町田店（町田モディ）でも公開収録が行われ、翌々9日と16日に#67と#68として放送。

### ゲスト
基本的にはコメントのみ。それも「Chelip以外は自身の告知に終始する事が多い」と度々リスナーからはリアルタイムツイートで苦言が呈される。
- 2013年10月8日（鳥取スペシャル） - Chelip
- 2013年10月22日（#21） - lyrical school
- 2013年10月29日（#22） - CoCoRo学園
- 2013年11月5日（#23） - 観月ルナ
- 2013年11月12日（#24） - しず風&絆〜KIZUNA〜
- 2013年11月19日（#25） - 8princess
- 2013年12月3日（#27） - Mary Angel
- 2014年1月2日（新春特番） - 石田ショーキチ、PopLip、Candy Kiss
- 2014年3月11日（#41） - 石田ショーキチ
- 2014年3月25日（#43） - 森本亜美
- 2014年4月1日（#44） - KGY40Jr.
- 2014年4月29日（#48） - からっと☆
- 2014年8月12日（#63） - Chelip
- 2014年10月7日（#71） - Chelip（初のコーナーゲスト）

### テーマ曲
オープニング
- 2013年6月 - 2014年8月12日：「恋の乗車券 ～Ticket to LOVE～」
- 2014年8月19日 - ：「forever my friend」

エンディング
- 2013年6月 - 12月：「恋のディスタンス」
- 2014年1月 - 2014年8月12日：「支える手」
- 2014年8月19日 - ：「サマーレイン」

### 番組でのハプニング
- 2014年1月14日放送分の収録中にメンバー同士の言い争いが発生し、放送でその部分が早送りされた。早送り時のBGMは「盆回り」。